# Frieder Billerbeck
Frieder Billerbeck (* 1993) ist ein deutscher Segler.

## Werdegang
Der aus der Gemeinde Bokholt-Hanredder im Kreis Pinneberg stammende Billerbeck wurde 2019 in der Türkei gemeinsam mit seinem Vereinskameraden Julius Raithel vom Segel-Verein Wedel-Schulau Europameister in der Bootsklasse Pirat. Das Gespann belegte bei der von den Fachmedien sail24.com und segelreporter.com durchgeführten Wahl zu Deutschlands Segler des Jahres 2019 den zweiten Platz hinter Billerbecks Bruder Max. 2021 wurden Billerbeck/Raithel wieder Europameister im Piraten und gewannen 2022 in derselben Bootsklasse die Internationale Deutsche Meisterschaft sowie die Warnemünder Woche. Im Oktober 2023 gewann Billerbeck zusammen mit Raithel zum dritten Mal die EM in der Piraten-Klasse.